# Aéroport international Mano-Dayak
L'aéroport international Mano-Dayak d’Agadez (code IATA : AJY • code OACI : DRZA) est un aéroport situé à Agadez au Niger
.
L’aéroport tient son nom de Mano Dayak, un entrepreneur touareg et chef de la rébellion des années 1990.
Il est accolé au sud de la ville d'Agadez.
Il a été rénové en 2003 pour accueillir les touristes visitant l’Aïr et le Ténéré. Sa piste de 3 000 mètres de long permet de recevoir des avions gros porteurs.

## En images

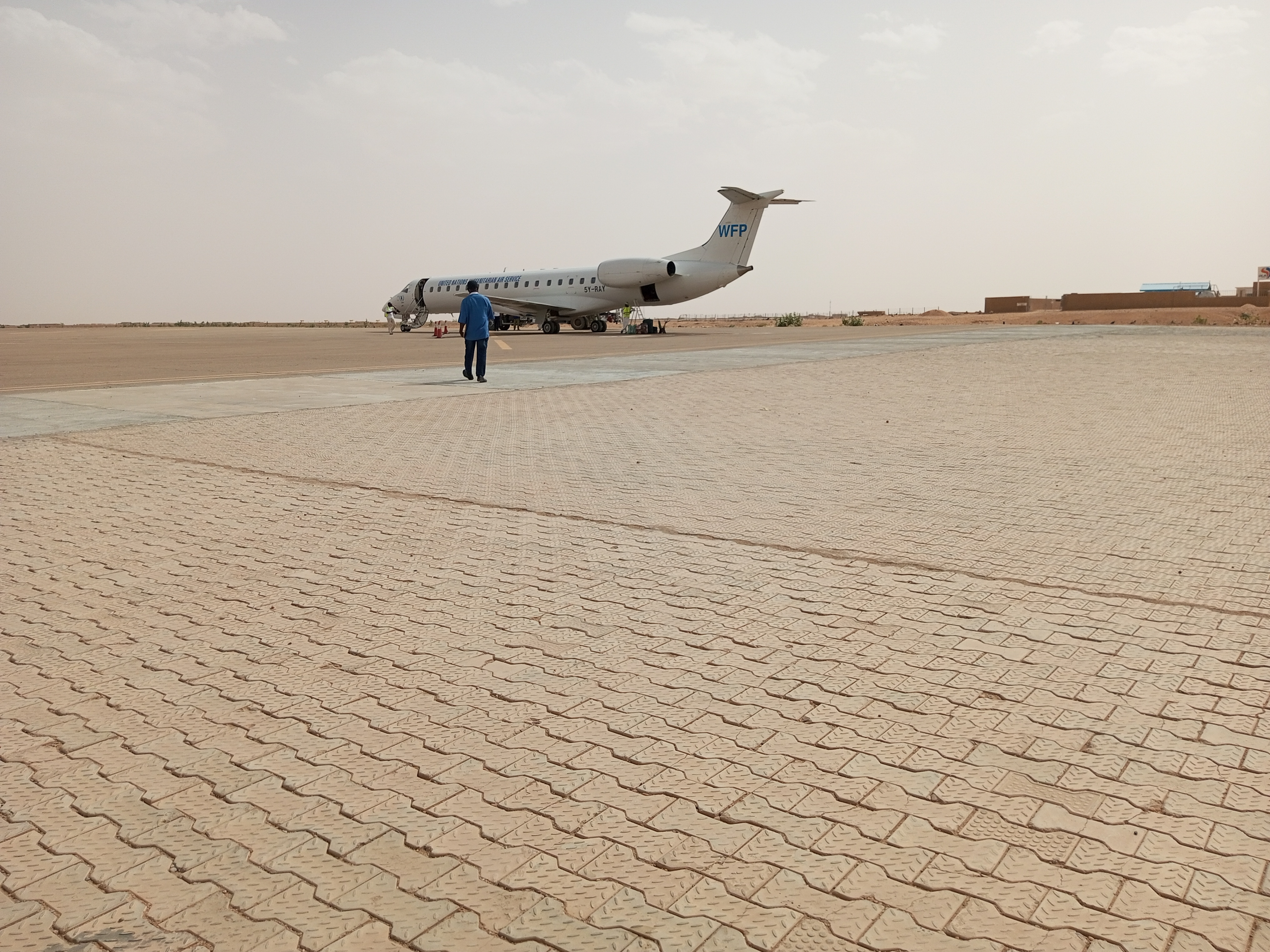
VOL UNHAS du WFP
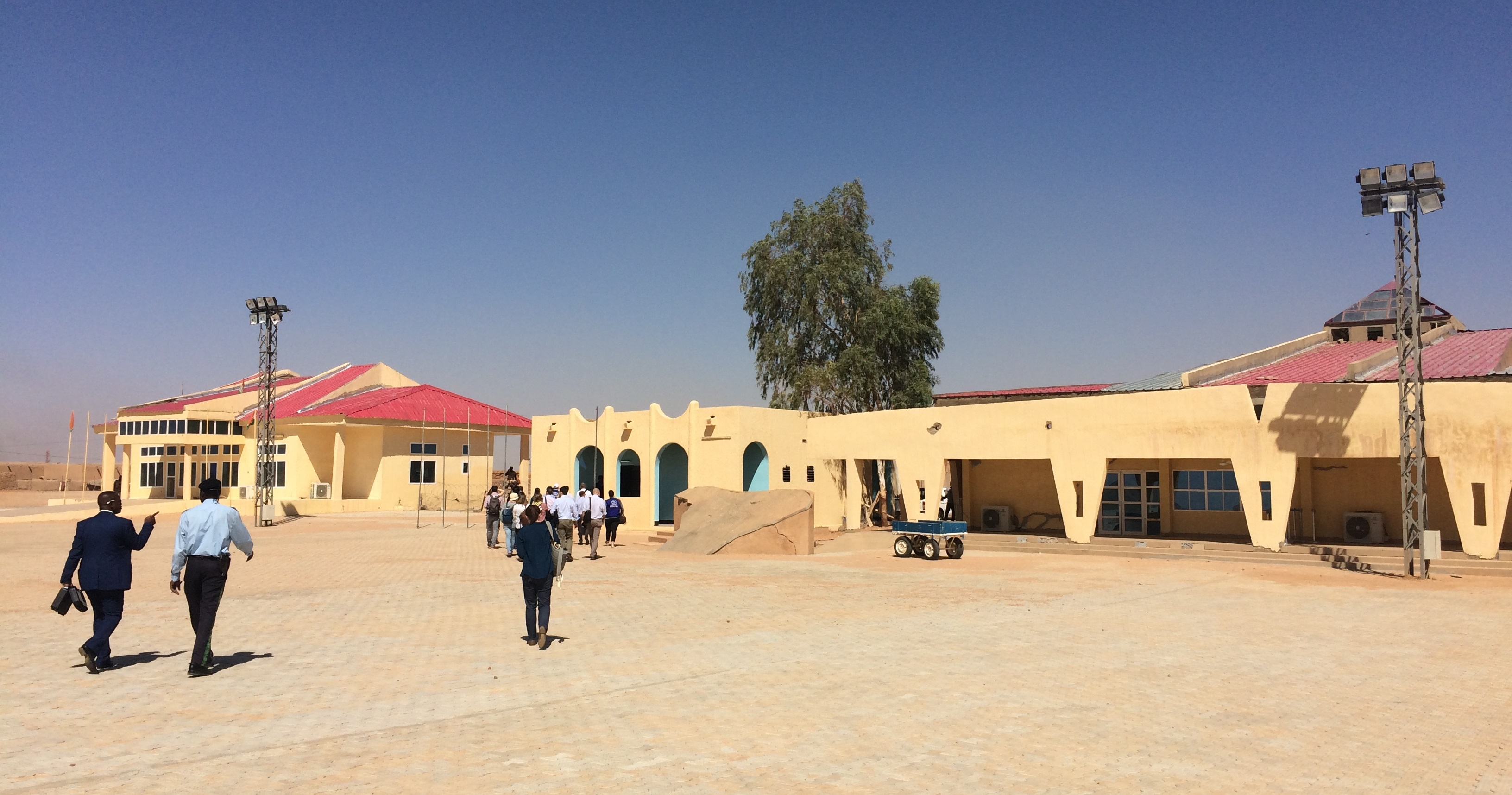
Nouveau terminal, 2018.
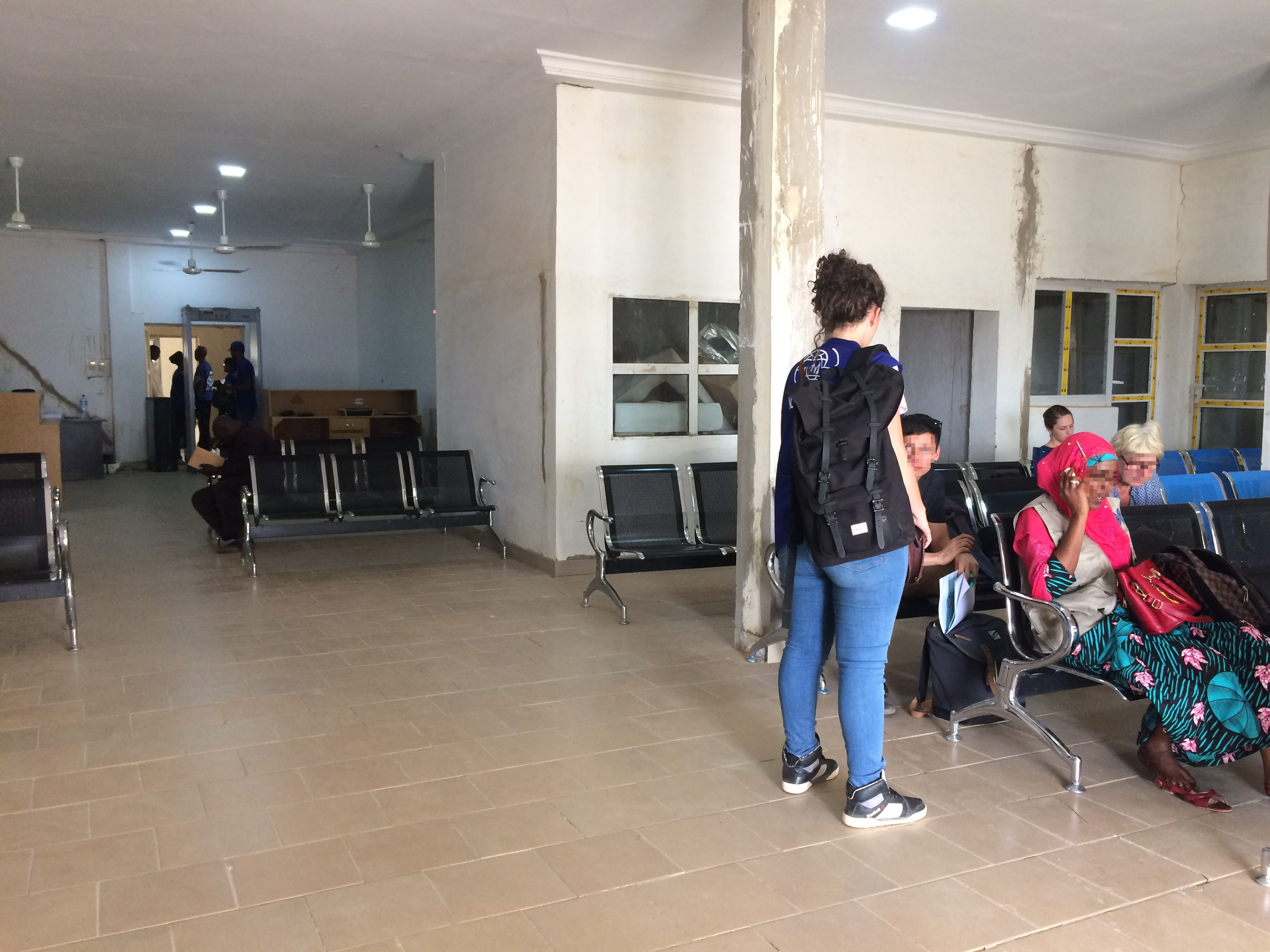
Intérieur.
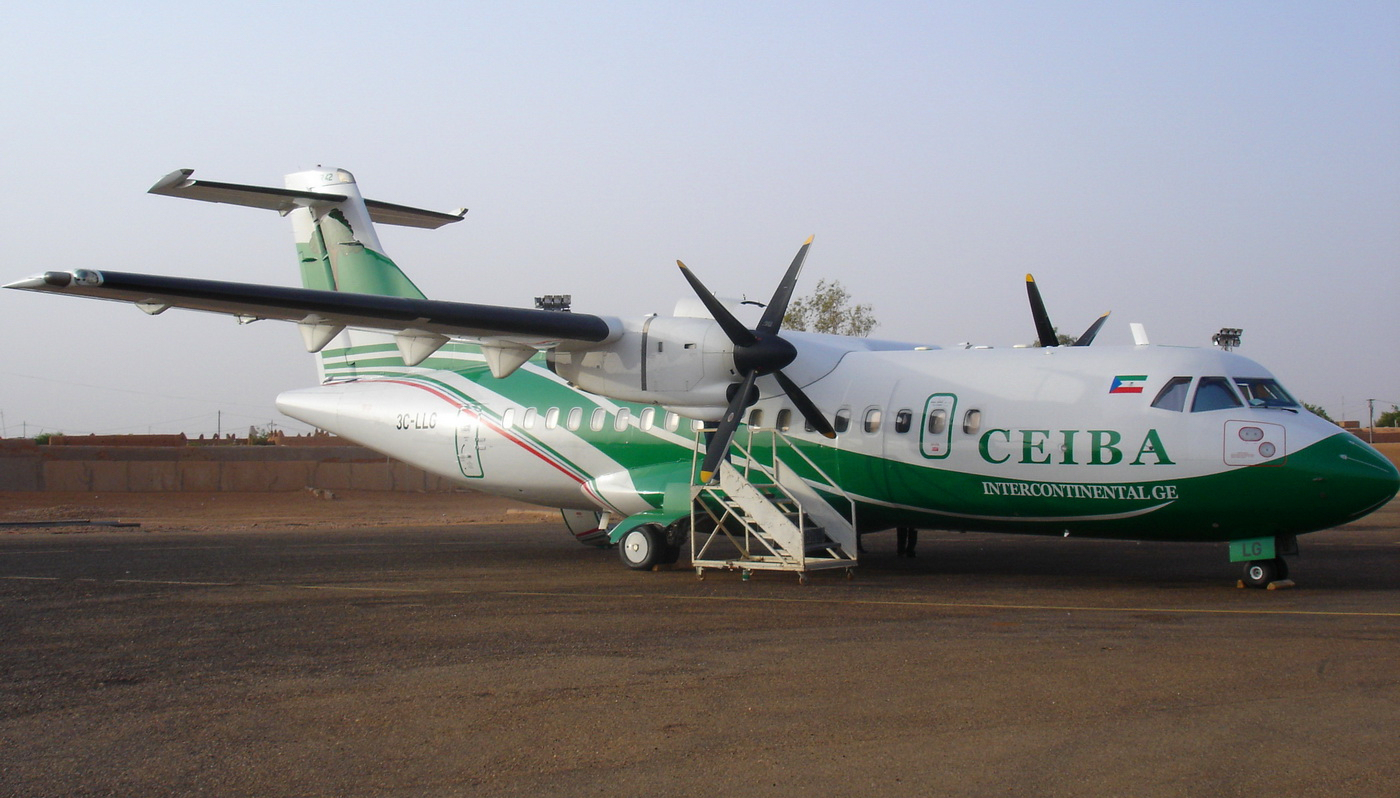
ATR 42 de la Ceiba.

## Situation
| \| 100 km1:21 840 000 \|Arlit Diffa Niamey Dirkou Dogondoutchi Gaya Gouré Iférouane La Tapoa Maïné-Soroa Agadez Maradi Tahoua Tanout Tessaoua Tillabéri Zinder BA 101 BA 201 Madama |
| 100 km1:21 840 000 |

## Statistiques
Le graphique qui aurait dû être présenté ici ne peut pas être affiché car il utilise l'ancienne extension Graph, désactivée pour des questions de sécurité. Des indications pour créer un nouveau graphique avec la nouvelle extension Chart sont disponibles ici.

Voir la requête brute et les sources sur Wikidata.